# エウクレイデス
- エウクレイデス[注釈 1]
- ユークリッド[注釈 2]

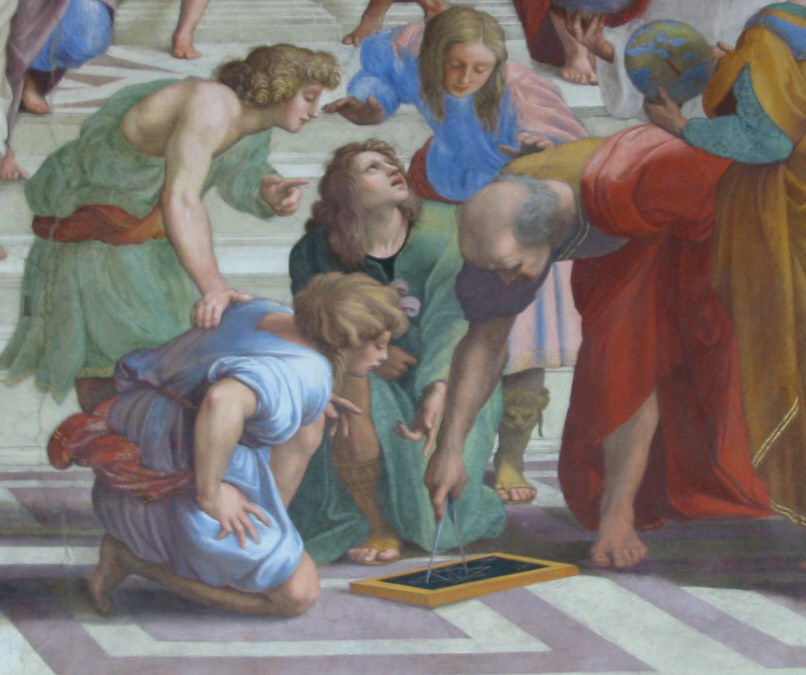
ラファエロの壁画「アテナイの学堂」に画かれたエウクレイデス

アレクサンドリアのエウクレイデス（古代ギリシャ語: Εὐκλείδης, Eukleídēs、ラテン語: Euclīdēs、英語: Euclid（ユークリッド）、紀元前3世紀?）は、古代エジプトのギリシャ系数学者、天文学者とされる。数学史上の重要な著作の1つ『原論』（ユークリッド原論）の著者であり、「幾何学の父」と称される。
エウクレイデスはギリシャ語読み、ユークリッドは英語読み。
プトレマイオス1世治世下（紀元前323年-283年）のアレクサンドリア（現在のエジプト領アレクサンドリア）で活動した。『原論』は19世紀末から20世紀初頭まで数学（特に幾何学）の教科書として使われ続けた。線の定義について、「線は幅のない長さである」、「線の端は点である」など述べられている。基本的にその中で今日ユークリッド幾何学と呼ばれている体系が少数の公理系から構築されている。エウクレイデスは他に光学、透視図法、円錐曲線論、球面天文学、誤謬推理論、図形分割論、天秤、
などについても著述を残したとされている。
確実に言えることは、彼が古代の卓越した数学者で、アレクサンドリアで数学を教えていたこと、またそこで数学の一派をなしたことである。ユークリッド幾何学の祖で、原論では平面・立体幾何学、整数論、無理数論などの当時の数学が公理的方法によって組み立てられているが、これは古代ギリシア数学の一つの成果として受け止められている。

## 生涯
エウクレイデスは紀元前330年頃から紀元前275年頃を生きたとされるが、その生涯についてはほとんど何もわかっていない。実際、主要な文献はエウクレイデスの数世紀後のプロクルスやパップスの著作しかない。プロクルスのエウクレイデスについての記述は『ユークリッド原論第1巻注釈』に簡単にあるだけで、これは紀元5世紀に書かれたものである。それによると、エウクレイデスは『原論』の著者で、アルキメデスが彼に言及しており、プトレマイオス1世が彼に「幾何学を学ぶのに『原論』よりも近道はないか？」と聞いたところ、彼は「幾何学に王道なし」と答えたとされている。アルキメデスによるエウクレイデスへの言及と称されるものは、後世の編集による挿入だと見られているが、エウクレイデスの著作がアルキメデスの著作より古いことは確実とされている。「王道」の逸話も、メナイクモスとアレクサンドロス3世の逸話にそっくりであり、本当かどうか疑問がある。
もうひとつの重要な文献としてパップスのものがあるが、こちらにはペルガのアポロニウスについて言及する際に「（彼は）アレクサンドリアのエウクレイデスの弟子たちと長く一緒に過ごし、そこでそのような科学的思考法を身につけた」とある。
その他に有名な逸話としては、ユークリッドに数学を学んでいたある男が「これらの命題をすることで何の役に立つのですか」と言う問いに対し、使用人を呼び「この男にお金を与えなさい。彼は学んだものから利益を得ようとしているから」と答えた。当時の数学の目的は何か実用に役立つためのものではなく「それ自身の美しさのため」にあったのである。
16世紀後半になると、エウクレイデスの著作はイエズス会を通じて中国の明にも伝えられた。イエズス会士のマテオ・リッチは、徐光啓との共同作業を通じて著作を漢訳し、1607年に『幾何原本』を刊行した。

### 実在性
エウクレイデスという名はギリシア語で「よき栄光」を意味する。「原論」の内容が、1人で書くにしてはあまりに膨大であることから、その実在を疑う説もあり、それによると『原論』は複数人による共著であり、エウクレイデスは共同筆名とされる。
エウクレイデスは、生没年も死因も一切不明であり、同時代人の有名人との関係からおおまかに推測されているだけである。肖像や外見の記録も後世に伝わっていないことから、エウクレイデスとされる絵や彫像は全て、芸術家たちによる想像図である。
ローマのバチカン宮殿にあるラファエロの有名な壁画「アテナイの学堂」にも、プラトンとアリストテレスが降りてくる階段の足元で、コンパスを使って図形を描いている姿が描かれている。

## 著作

### 原論

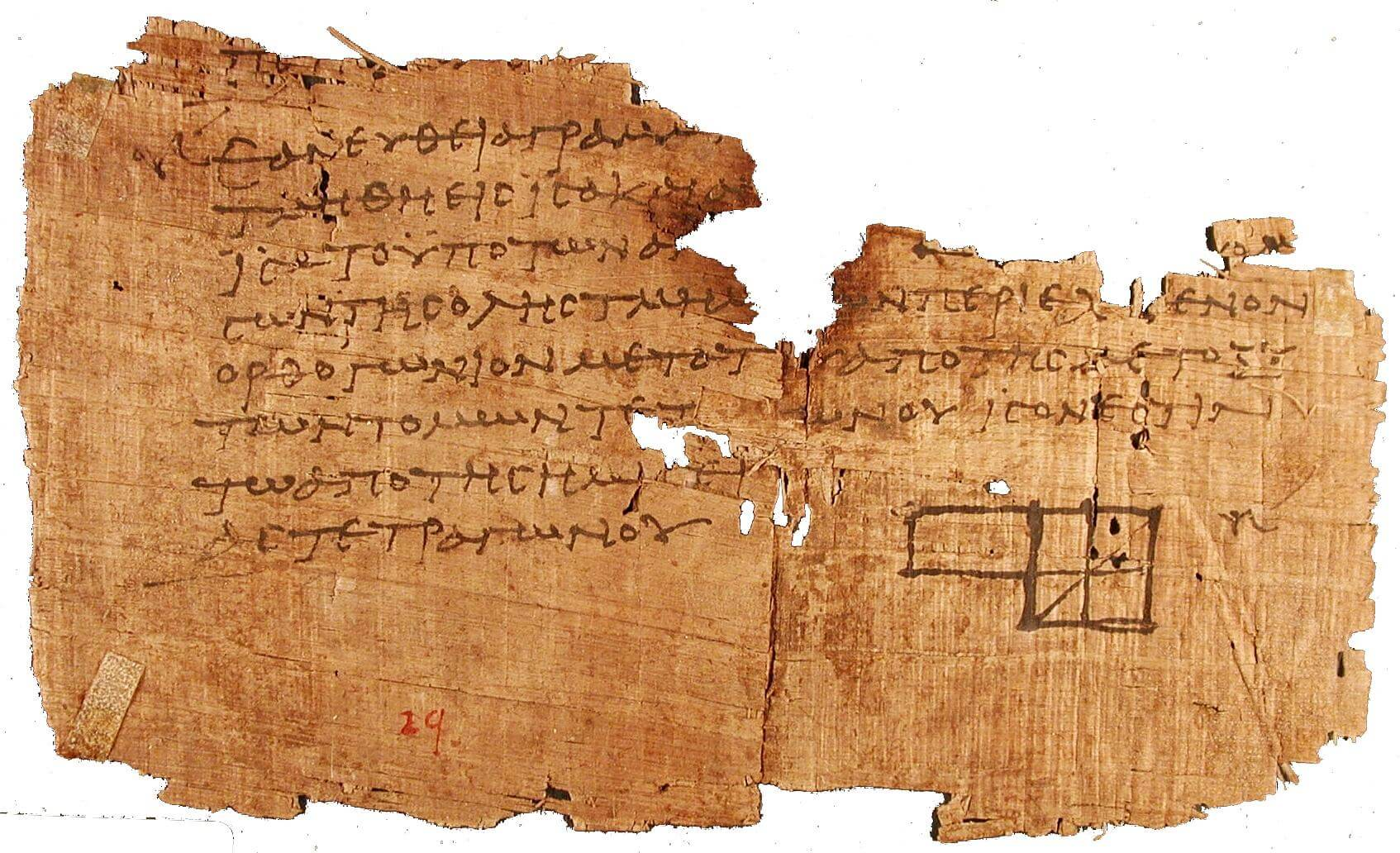
エウクレイデスの『原論』の最古の写本の断片。オクシリンコスで見つかったもので、紀元100年ごろのものとされている。描かれている図は第2巻命題5のもの

『原論』に書かれていることの多くはもっと以前の数学者の成果に由来するが、エウクレイデスの功績はそれらを1つにまとめて提示し、一貫した論理的枠組みを構築して厳密な数学的証明を行っている点にある。
現存する初期の『原論』の写本にはエウクレイデスへの言及がなく、多くの写本には「テオンの版より」あるいは「テオンの講義集」とある。また、バチカンが保管している第一級の写本には、作者についての言及が全くない。エウクレイデスが『原論』を書いたとする際の唯一の根拠は、プロクルスの注釈本である。
『原論』には幾何学だけでなく、数論についての記述もある。完全数とメルセンヌ数の関係、素数が無限に存在すること、因数分解についてのユークリッドの補題（ここから素因数分解の一意性についての算術の基本定理が導かれる）、2つの数の最大公約数を捜すユークリッドの互除法などが含まれる。
『原論』にある幾何学体系は長い間単に「幾何学」と呼ばれ、唯一の幾何学だとみなされており、論証に穴はないと思われていた。しかし、19世紀の「非ユークリッド幾何学」の発見をきっかけに、数学の基礎がより整備されると、幾何学には様々な体系が可能であること、ユークリッドの公理系には不足している公理があることが判明した。公理的な体系の作り方も見直され、「公理」「公準」はともに公理とされ、例えば「点」の定義のように、証明の中で用いられない定義は姿を消した。『原論』の議論には、現代的な視点からは無用な遠回りも散見される。こういった違いは、必ずしも全て不備によるものではなく、当時の幾何学についての考え方が現在と異なっていたことが指摘される。
今では、ユークリッドが対象とした幾何学を、現代的に見直したものを「ユークリッド幾何学」と呼ぶ。

### その他の著作

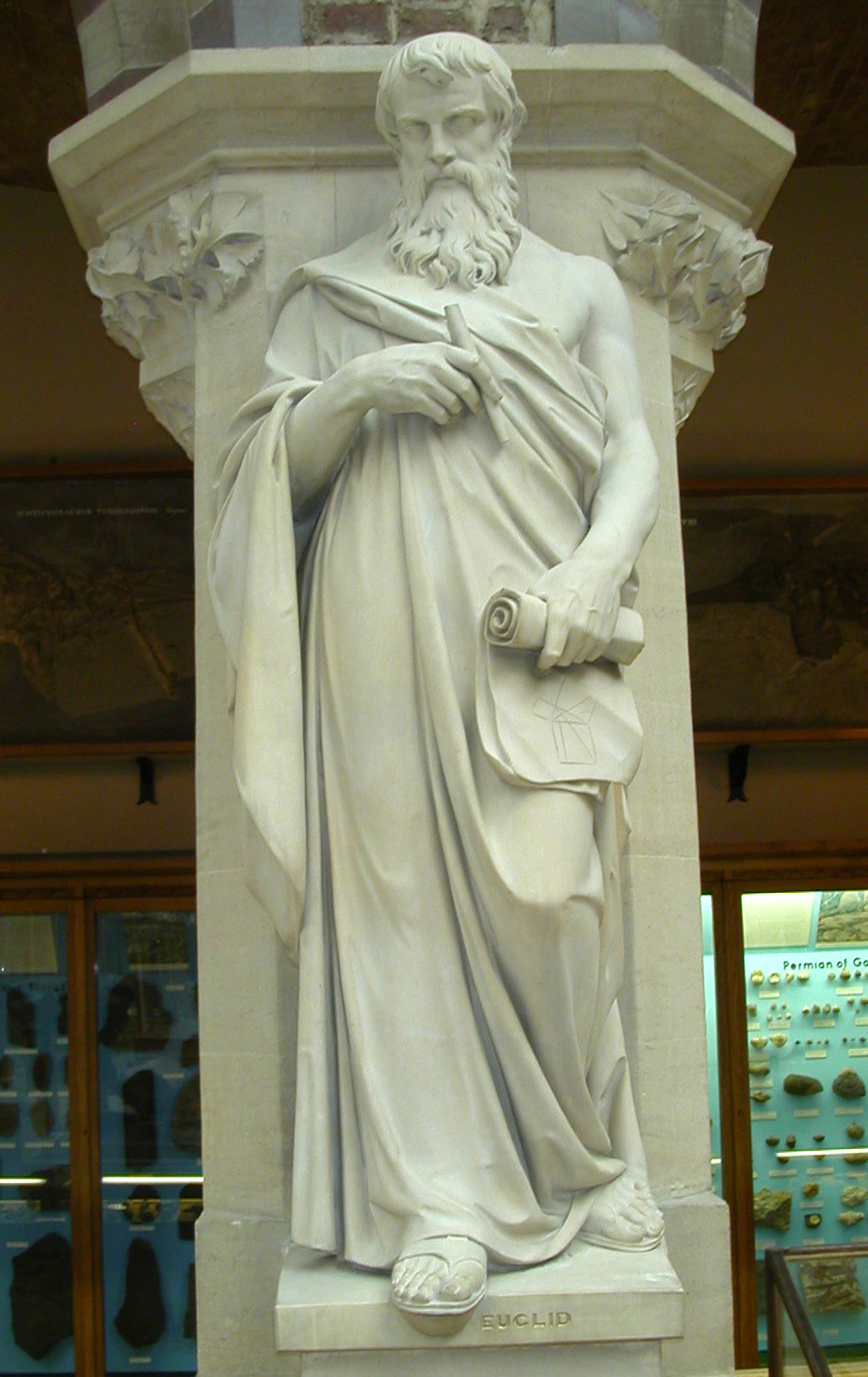
オックスフォード大学自然史博物館にあるエウクレイデスの像

『原論』に加えて、エウクレイデスの著作とされているものが6作現存している。いずれも『原論』と論理構造は同じであり、定義と命題の証明で構成される。
デドメナ/ダータ (Data)
幾何問題における与えられた情報の性質と意味を扱っている。その主題は『原論』の最初の4巻と密接に関連している。
図形分割論 (On Divisions of Figures)
アラビア語訳が部分的に現存している。幾何学図形を指定された比で2つ以上に分割する問題を扱っている。紀元3世紀ごろのアレクサンドリアのヘロンの著作に似ている。
パエノメナ (Phaenomena)
球面天文学についての論文で、ギリシャ語版が現存している。紀元前310年ごろ活躍したピタネのアウトリュコスの『運動する球体について』に酷似している。
オプティカ (Optics)
透視図法についての最古の現存するギリシャ語の著作。この中では視覚は目から出ている離散的な光線によるものだというプラトン学派の説を踏襲している。重要なのは4番目の定義で、「より大きな角度で見える物は大きく、より小さな角度で見える物は小さく、同じ角度で見える物は同じである」としている。その後の36の命題で、物体の見た目の大きさと距離とを関係付け、様々な角度から円柱と円錐を見たときの見え方を考察している。命題45では、実際の大きさが異なる2つの物体があるとき、それらが同じ大きさに見える地点が必ず存在するとしている。パップスはこれを天文学においても重要だと考え、エウクレイデスのオプティカをパエノメナと共に、クラウディオス・プトレマイオスの『アルマゲスト』の前に学ぶべきものとした。
カトプトリカ (Catoptrics)
鏡についての数学的理論、特に平面鏡や球面の凹面鏡の上に形成される像についての著作である。エウクレイデスの著作かどうか疑問視する声が少なくとも1703年からあった。ハイベアも、この著作はアレクサンドリアのテオンの手になる偽作であるとした。しかし、これらの伝統的な評価に批判が加えられ、近年ではこの著作は真作であるとする説が有力視されている。
カノーンの分割
ピュタゴラス派的音程比理論とカノーンと呼ばれる1弦の分割によるギリシャの音階組織とを20の命題にまとめて体系化し論証した著作。『音楽原論』とも呼ばれる。

次に挙げる著作はエウクレイデスのものとされているが、現存しない。
円錐曲線論 (Conics)
円錐曲線についての著作で、後にペルガのアポロニウスがこの主題を発展させた。アポロニウスの初期の4作はエウクレイデスの著作に基づいていると見られる。パップスによれば、「アポロニウスはエウクレイデスの円錐曲線についての4巻に自身の4巻を追加し、『円錐曲線』全8巻を完成させた」としている。アポロニウスの著作は瞬く間に広まり、パップスのころにはエウクレイデスの著作は既に現存しなかった。
ポリスマタ (Porisms)
円錐曲線についての著作から派生した内容という説もあるが、詳しいことは書名の意味も含めてよく分かっていない。
誤謬推理論 (Pseudaria または Book of Fallacies)
推論上の誤り（誤謬）についての初歩的教科書。
曲面軌跡論 (Surface Loci)
平面上の軌跡 (loci) または、何らかの曲面をなす軌跡を扱ったものと見られる。二次曲面を扱っていたという説もある。
アラビア語の文献によれば、エウクレイデスは力学に関する著書も残していたという。On the Heavy and the Light には9つの定義と5つの命題があり、アリストテレス学派の物体の運動と比重の概念を扱っていた。On the Balance ではてこを扱っている。また、別の断片ではてこの先端が描く円について論じている。これら3つの断片は相互に補い合っていることから、エウクレイデスが書いた力学についての1つの著作の断片ではなかったかという説も示唆されている。

## 日本語訳
- 『幾何学』 巻之1-3、山田昌邦訳、開拓使、1873年6月。NDLJP:828426。 - 『原論』第1巻の英訳の邦訳。
- 格拉克（クラーク）述『幾何学原礎』 7冊（首巻、1-6巻）、山本正至・川北朝鄰訳、文林堂、1875年 - 1878年。NDLJP:828479。 - 格拉克（クラーク）が静岡学問所で英語で口述した『原論』第1-6巻の邦訳。演習問題が追加されている。
- アイザック・トドハンター『宥克立（ユークリッド）』長沢亀之助訳、川北朝鄰閲、東京数理書院、1884年10月（原著1862年）。NDLJP:828946。 - I. Todhunter, Elements of Euclid (1862)の邦訳。
- ハイベア、メンゲ 編『ユークリッド原論』中村幸四郎・寺阪英孝・伊東俊太郎・池田美恵訳・解説、共立出版。 - 『原論』全13巻の最初の邦訳。
  - （ハードカバー）1971年7月。ISBN 4-320-01072-8
    - （抜粋）『世界の名著9』 池田美恵訳 中央公論社 1972年

  - （縮刷版）1996年6月。ISBN 4-320-01513-4
  - （追補版）2011年5月。ISBN 978-4-320-01965-2
- ハイベア、メンゲ 編『エウクレイデス全集』 （全5巻）、東京大学出版会。 - 「エウクレイデス全集」の世界初の近代語訳。
  - 『エウクレイデス全集 第1巻 原論I‐VI』斎藤憲・三浦伸夫訳・解説、2008年1月。ISBN 978-4-13-065301-5。
  - 『エウクレイデス全集 第2巻 原論VII－X』斎藤憲 訳・解説、2015年8月。ISBN 978-4-13-065302-2。
  - 『エウクレイデス全集 第4巻 デドメナ／オプティカ／カトプトリカ』斎藤憲・高橋憲一訳・解説、2010年5月。ISBN 978-4-13-065304-6。

## 参考文献

Euclides, 1703